# 川口真
川口 真（かわぐち まこと、本名：川口眞弘、1937年11月5日 - 2021年10月20日）は、日本の作曲家、編曲家。兵庫県神戸市出身。

## 来歴・人物
幼少期は岡山県倉敷市、岡山市育ち。岡山県立岡山操山高等学校を卒業後、東京芸術大学に進学した。
東京芸術大学音楽学部楽理科に2年在籍したのち、作曲科へ転科。在学中から越路吹雪のバックバンド「クレール・ド・シャルム」のピアニストとして活動。その傍らでいずみたくの事務所で編曲のアルバイトも行っており、ミュージカル『見上げてごらん夜の星を』で編曲家としてデビュー。そのまま本業となったため、大学は4年で中退。
1966年、ザ・ベンチャーズが作曲した「二人の銀座」（歌：和泉雅子・山内賢）の編曲を担当。川口は「北国の青い空」などザ・ベンチャーズ作曲の編曲を担当している。
1969年に「人形の家」（弘田三枝子）で本格的に作曲家としてデビュー。ザ・テンプターズの「エメラルドの伝説」（作詞：なかにし礼、作曲：村井邦彦）、「おかあさん」（作詞：松岡弘子、補作詞・作曲：松崎由治）の編曲も評判となる。1970年「手紙」（由紀さおり）をヒットさせ、「真夏のあらし」（西郷輝彦）で第12回日本レコード大賞作曲賞を受賞した。1970年代前半には尾崎紀世彦「さよならをもう一度」（1971年）、金井克子「他人の関係」、夏木マリ「絹の靴下」（1973年）、布施明「積木の部屋」（1974年）など、数多くの楽曲の作曲・編曲を担当した。
晩年は日本作曲家協会顧問、日本作編曲家協会理事を歴任。
2021年10月20日、敗血症のため横浜市青葉区の病院で死去。83歳没。

## 主な楽曲提供作品

### 作曲作品
(歌手名の五十音順)
あ行
- アグネス・チャン「午後の通り雨」
- 麻丘めぐみ「ねえ」
- 浅野ゆう子「とびだせ初恋」「恋はダン・ダン」「ひとりぽっちの季節」「彼」
- 麻生よう子「片隅のふたり」「人は旅人」「話相手」「雪どけ」
- あべ静江「椿姫」「さよならの交差点」「再会の雨」「扉」「ロンドンへの想い」
- 荒木由美子「愛しかないのに」
- アン・ルイス「白い週末」「明日になったら」「北国の雨にぬれて」「悲しみはふるさとの想い出」「おぼえてますか」
- 池上季実子「あなたなら」
- 石野真子「めまい」「彩りの季節（とき）」
- 石原詢子「三日月情話」「夜汽車」「予感」
- 泉アキ「キッスだけでやめて」
- 伊藤美裕「六本木星屑」
- 伊東ゆかり「そのひとを愛せますか」
- 岩崎宏美「熱帯魚」
- 内田あかり「浮世絵の街」「ねどこ」
- 岡崎友紀「鳩時計は唄わない」
- 小川知子「若草の頃」「別れてよかった」
- 尾崎紀世彦「さよならをもう一度」「五月のバラ」「忘れかけた愛を」「テレーズ夫人」

か行
- 柏原よしえ「毎日がバレンタイン」
- 金井克子「他人の関係」
- 河合奈保子「愛してます」
- 北原佐和子「土曜日のシンデレラ」
- キム・ヨンジャ「南十字星」
- ギャル「薔薇とピストル」「マグネット・ジョーに気をつけろ」
- 草刈正雄「センチメンタル・シティー」

さ行
- 西郷輝彦「真夏のあらし」「情熱」
- 西城秀樹「愛に走れ」「青年」（「ブーツをぬいで朝食を」収録曲）「サンタマリアの祈り」
- 蔡咪咪（サイ ミーミー）「年頃なのね」（「ボーイ・フレンド」B面。作詞：橋本淳　1973年発売）
- しばたはつみ「サイレント・トーク」
- ジャンボ鶴田「ローリング・ドリーマー」
- 鈴江真里「海が見える場所」「ザ・ムービー」「ホリデー」「縮尺五万分の一」「地下鉄を出ると晴れていた」「午後四時の秋」「パイプラインに消えた恋」「降りだす雨にぬれて」「ムーンライト・ダンシング」「ゴールデン・ドリーム」「明日は知らない」「もしもに賭ける」

た・な行
- ちあきなおみ「円舞曲（わるつ）」「かなしみ模様」
- チェリッシュ「風になれ〜私と私たち」
- 塚田三喜夫「五月のバラ」
- トワ・エ・モワ「ともだちならば」「季節はずれの海」「遠い夏の日のウタ」
- 内藤やす子「弟よ」
- 中澤裕子「元気のない日の子守唄」
- 夏木マリ「絹の靴下」「お手やわらかに」「裸の青春」
- 新沼謙治「おもいで岬」「嫁に来ないか」

は行
- 弘田三枝子「人形の家」「私が死んだら」「ロダンの肖像」
- ピーター「オー・ラ・ラ」「悪の華」「ことづけ」「波止場エレジー」
- ピンク・レディー「世界英雄史」
- フォーリーブス「大人への階段」
- 布施明「積木の部屋」「旅愁〜斑鳩にて〜」

ま行
- 槇みちる「片想い」 （中尾ミエ、中森明菜がカバー）
- 黛ジュン「時は流れる」
- 南沙織「青春に恥じないように」
- 三田寛子「季節のファンタジー」
- 三橋美智也「いいじゃありませんか」（フジテレビ系アニメ「おじゃまんが山田くん」主題歌）「いいもんだな故郷は」（明治製菓「カール」CMソング）「あんたの背中/リンゴがお酒になるように」「南の風/哀愁湖畔」
- 森進一「東京物語」「林檎抄」

や・ら・わ行
- 山口百恵「惜春通り」「ほゝえみのむこう側」
- 由紀さおり「手紙」「この愛を永遠に」「トーキョー・バビロン」
- 吉沢京子「幸せって何?」「そっとしといてネ!」
- ランナーズ「甲子園」（作詞：橋本淳　1978年発売）
- 和田アキ子「涙の誓い」「コーラス・ガール」「夢まであずけて」

その他
- 中京競馬場・小倉競馬場 ファンファーレ（高松宮記念とチャンピオンズカップを除く重賞・名鉄杯を除く特別競走・一般競走）

シングル売上TOP10 / オリコン集計
| 順 位 | 曲名               | 歌手名     | 作詞家     | 発売日         |
| ----- | ------------------ | ---------- | ---------- | -------------- |
| 1     | 手紙               | 由紀さおり | なかにし礼 | 1970年7月5日   |
| 2     | 積木の部屋         | 布施明     | 有馬三恵子 | 1974年3月10日  |
| 3     | 人形の家           | 弘田三枝子 | なかにし礼 | 1969年7月1日   |
| 4     | さよならをもう一度 | 尾崎紀世彦 | 阿久悠     | 1971年7月25日  |
| 5     | 弟よ               | 内藤やす子 | 橋本淳     | 1975年11月1日  |
| 6     | 他人の関係         | 金井克子   | 有馬三恵子 | 1973年3月21日  |
| 7     | 熱帯魚             | 岩崎宏美   | 阿久悠     | 1977年7月5日   |
| 8     | 私が死んだら       | 弘田三枝子 | なかにし礼 | 1969年12月10日 |
| 9     | お手やわらかに     | 夏木マリ   | 阿久悠     | 1974年3月10日  |
| 10    | 別れてよかった     | 小川知子   | なかにし礼 | 1972年6月5日   |

### 編曲楽曲
歌手名の五十音順
- アグネス・チャン「草原の輝き2005」「しあわせの花」「そこには幸せがもう生まれているから」
- 梓みちよ「風来坊」
- 麻生よう子「アンタ」
- 安西マリア「涙の太陽」
- 石原詢子「予感」
- 石原裕次郎「港町涙町別れ町」
- 岩崎宏美「銀河伝説」
- 欧陽菲菲「雨の御堂筋」
- 小川知子「初恋のひと」
- 尾崎紀世彦「ドゥー・ユー・ノウ」「メリー・ジェーン」「酒とバラの日々」ほか
- 岸洋子「希望」
- 北川大介「おまえを連れて」
- 杏真理子「あやまち」
- 倉田まり子「グラジュエイション」「いつかあなたの歌が」
- 郷ひろみ「哀しみの黒い瞳」
- 小柳ルミ子「思い出にだかれて」
- 榊原郁恵「雨の鎮魂歌(レクイエム)」「恋人たち」
- 坂本冬美「恋は火の舞 剣の舞」
- ザ・テンプターズ「エメラルドの伝説」「おかあさん」「純愛」「涙のあとに微笑みを」「雨よふらないで」「帰らなかったケーン」「静かな嵐」「復活」「若者よ愛を忘れるな」「理由なき反抗」
- ザ・ドリフターズ「ドリフのズンドコ節」「ドリフのほんとにほんとにご苦労さん」「誰かさんと誰かさん」「ドリフのツーレロ節」「ドリフの真赤な封筒」「ドリフのピンポンパン」など多数
- 沢田富美子「哀愁のメキシコ」
- 鹿内孝「本牧メルヘン」
- ジャッキー吉川とブルー・コメッツ「虹と雪のバラード」「北国の駅から（→これからは北国で）」
- テレサ・テン「つぐない」「愛人」「時の流れに身をまかせ」
- デューク・エイセス「星の旅人たち」「人生を愛した君に･･･」
- 渚ゆう子「京都の恋」「京都慕情」
- ピンク・レディー「うたかた」
- フォーリーブス「大人への階段」
- 布施明「落葉が雪に」
- 保科有里「バス・ストップ2」
- 森山加代子「白い蝶のサンバ」「ふりむいてみても」
- 山口百恵「赤い絆 (レッド・センセーション)」「いい日旅立ち」「しなやかに歌って」

### 映像作品
- ウルトラマンタロウ
- ウルトラマンレオ
- 華麗なる刑事
- ろぼっ子ビートン
- 草原の少女ローラ

## 作品集
- 『川口真 作品集 〜手紙〜』2012年4月、TOCT-28093

- 1000曲以上に及ぶヒット曲から、約50曲を収録した2枚組CD

## 関連書籍
- 『ニッポンの編曲家　歌謡曲／ニューミュージック時代を支えたアレンジャーたち』（川瀬泰雄・吉田格・梶田昌史・田渕浩久 著） DU BOOKS　2016年 ISBN 978-4-907583-79-8 ※川口真インタヴュー掲載。